# Clemente Ruta

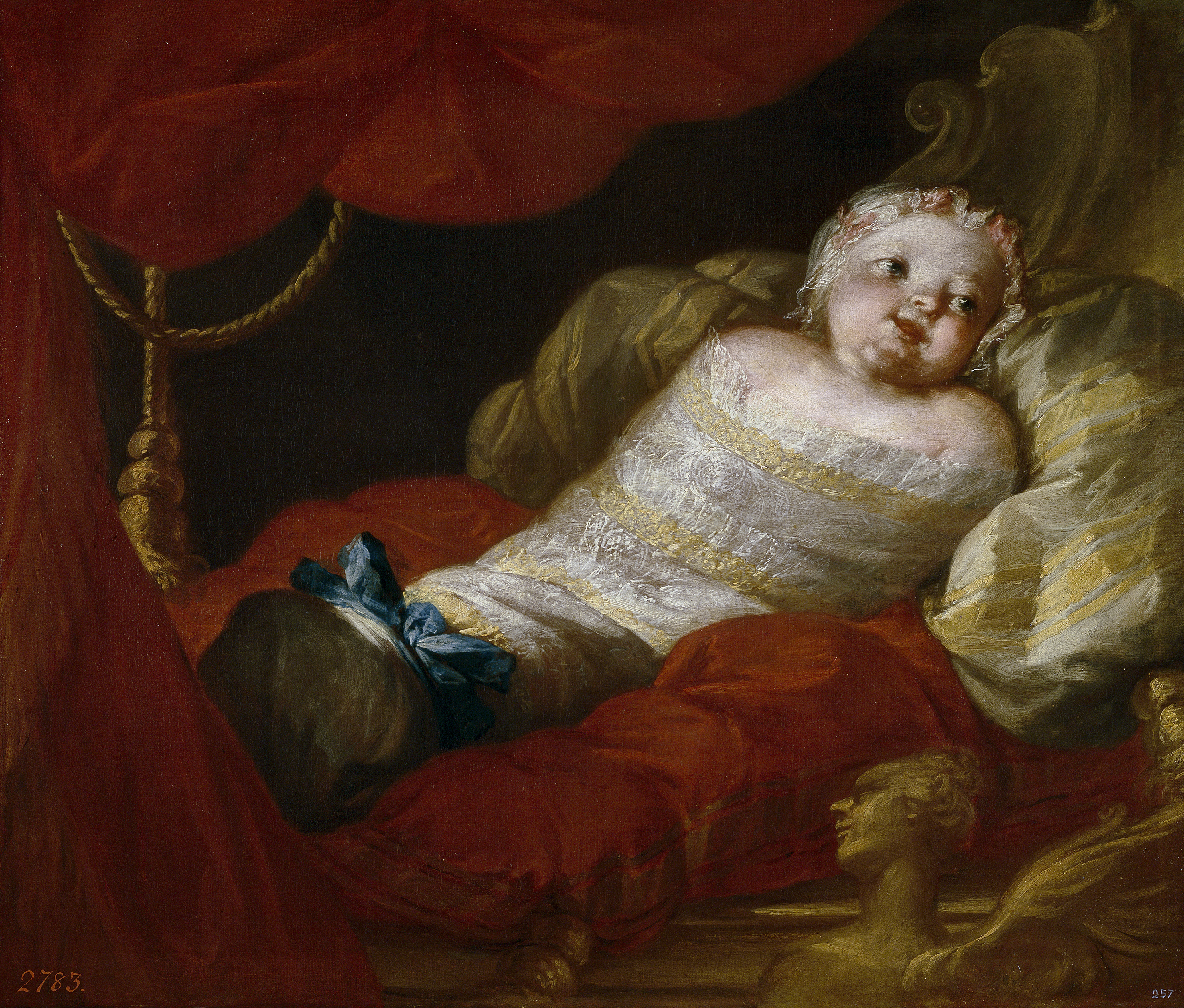
La infanta Isabel de Borbón y Sajonia, princesa de Nápoles, 1741, óleo sobre lienzo, 65 x 72 cm, Madrid, Museo del Prado.

Clemente Ruta (Parma, 1685 – 1767) fue un pintor tardobarroco italiano. Especializado en motivos de la historia sagrada y retratos y autor de una Guida ed esatta noticia a’forastieri delle più eccellenti pitture che sono in molte chiese della citta’di Parma, 1752, donde ofrecía una extensa descripción de las pinturas de Correggio.
Discípulo en Bolonia de Carlo Cignani, trabajó en Roma y Parma. Desde 1741 fue pintor en Nápoles del futuro Carlos III de España, ocupando posiblemente la plaza que dejaba vacante el anciano Giovanni Maria delle Piane. En ese cargo realizó los retratos de los miembros de la familia real, dos de ellos, ambos de la infanta Isabel fallecida con poco más de dos años, propiedad del Museo del Prado. E hizo también algunos de los primeros dibujos que se tomaron de la recién descubierta Herculano, publicados en un libro raro, del que solo se conservan tres ejemplares: Disegni intagliati in rame di pitture antiche ritrovate nelle scavazione di Resina.